# Convention internationale sur la responsabilité civile pour les dommages dus à la pollution par les hydrocarbures de soute
Ne doit pas être confondu avec Convention internationale sur la responsabilité civile pour les dommages dus à la pollution par les hydrocarbures.
La Convention internationale sur la responsabilité civile pour les dommages dus à la pollution par les hydrocarbures de soute, aussi connue comme  Convention Bunker, est un traité international répertorié et administré par l'Organisation maritime internationale, signé à Londres le 23 mars 2001 et entré en vigueur 21 novembre 2008. Son objectif est d’adopter des règles et des procédures internationales uniformes pour déterminer les questions de responsabilité et fournir une indemnisation adéquate.
Les hydrocarbures concernés par la Convention correspond seulement au carburant utilisé pour alimenter le navire. La Convention couvre les fuites de ce carburant et exige que les Parties assurent leurs navires de manière appropriée contre de telles fuites.
Elle est associée à et fait référence à :
- Convention des Nations Unies sur le droit de la mer
- Convention internationale sur la responsabilité civile pour les dommages dus à la pollution par les hydrocarbures (Convention CLC)
- Convention internationale sur la responsabilité et l'indemnisation pour les dommages liés au transport par mer de substances nocives et potentiellement dangereuses (Convention SNDP)
- Convention internationale pour la prévention de la pollution par les navires (MARPOL)

Bien que la Convention Bunker soit apparemment similaire à la Convention CLC, elles sont substantiellement différents. Contrairement à la CLC, la Convention Bunker ne se limite pas aux hydrocarbures persistants et s’appliquera à tout hydrocarbure utilisé pour faire fonctionner le navire.

## Principales stipulations

### Champ d'application
La Convention s'applique aux dommages causés par les hydrocarbures minéraux utilisés pour la propulsion et l'exploitation des navires de mer, sur le territoire des États parties, y-compris leurs eaux territoriales et leurs zone économique exclusive.
La Convention ne s'applique pas aux navires de guerre appartenant aux États, ou leurs navires auxiliaires de marine de guerre et ceux de leurs navires utilisé à des fins autres qu'industriels et commerciaux, à moins que l'État propriétaire ne transmette au Secrétaire général de l'OMI une déclaration acceptant l'application de la Convention, dans des conditions qu'il fixe.

### Mécanisme de responsabilité
Tout comme la Convention CLC, la Convention de 2001 crée une responsabilité objective du propriétaire du navire ayant causé le dommage. Ce dernier doit donc réparation même en l'absence de faute de sa part.
Le montant de la réparation est toutefois limitée par les plafonds fixés par la Convention de 1976 sur la limitation de la responsabilité en matière de créances maritimes.
Tout comme la Convention CLC, le propriétaire peut s'exonérer lorsque le dommage résulte d'un fait de guerre, ou entièrement du fait du tiers ou de la négligence ou autre action préjudiciable dans l'entretien des feux ou d'aides à la navigation. Il peut également s'exonérer partiellement ou totalement en raison de la faute de la victime.
L'action en réparation doit être introduite à l'encontre de l'assureur du propriétaire du navire et se prescrit par trois années à compter de la survenance du dommage ou de six années à partir de l'événement qui à causer le dommage.

### Garantie financière
La Convention oblige les propriétaires des navires d'une jauge brute supérieure 1 000 à souscrire une assurance ou une autre garantie financières (tel que cautionnement bancaire).

## États parties
Bien que la convention ait été largement adoptée, des exceptions notables incluent la Bolivie et le Honduras — qui sont généralement considérés comme des États à pavillon de complaisance. Comme pour la CLC, les États-Unis d'Amérique ont été l'un des moteurs de la convention Bunker et avaient mis en place une législation similaire à ses clauses, la loi sur la pollution par les hydrocarbures de 1990, et ont donc affirmé que le traité n'avait pas besoin d'être signé par eux.
En février 2025, le traité avait été ratifié par 107 États.

## Voir également